# Erik Bergstrand
Erik Douglas Valentin Bergstrand, född 6 april 1906 i Örgryte, död 8 september 1972 i Gustav Vasa församling i Stockholm, var en svensk filmproducent, regissör och filmfotograf.
Bergstrand är begravd på Fagereds kyrkogård.

## Regi
- 1945 – Pettersson & Bendels nya affärer

## Producent
- 1944 – Fia Jansson från Söder
- 1945 – Pettersson & Bendels nya affärer
- 1947 – Pappa sökes
- 1948 – Hammarforsens brus

## Filmfoto
- 1935 – Järnets män
- 1936 – Kärlek och monopol
- 1937 – Pensionat Paradiset
- 1939 – Då länkarna smiddes
- 1941 – Hemtrevnad i kasern
- 1942 – Olycksfågeln nr 13
- 1944 – Nyordning på Sjögårda
- 1944 – En dotter född
- 1944 – Kärlek och allsång
- 1945 – Rattens musketörer